# قلقوتشان
قلقوتشان (بالفارسية: قلقوچان) هي قرية تقع في قسم تشناران الريفي (مقاطعة تشناران) في إيران. يقدر عدد سكانها بـ 269 نسمة بحسب إحصاء 2016.